# Cryptopenaeus catherinae
Cryptopenaeus catherinae is een tienpotigensoort uit de familie van de Solenoceridae. De wetenschappelijke naam van de soort is voor het eerst geldig gepubliceerd in 1979 door de Freitas.